# Carnosaur (película)
Carnosaur es una película de terror de 1993, dirigida por Adam Simon y Darren Moloney. Basada libremente en la novela homónima de Harry Adam Knight (John Brosnan) , sigue a los personajes Doc Smith y Ann Thrush en sus esfuerzos por frustrar el plan de la Dra. Jane Tiptree de exterminar a la raza humana con un virus letal y reemplazarlos con sus propios dinosaurios creados genéticamente. La película está protagonizada por Diane Ladd , Raphael Sbarge , Jennifer Runyon y Harrison Page . 

## Argumento
En una pequeña ciudad en el suroeste de Estados Unidos, una misteriosa enfermedad está afectando a sus ciudadanos. La doctora Jane Tiptree (Diane Ladd), una científica que trabaja para la Corporación Eunice, está criando en secreto una cepa de grandes y fértiles pollos empalmando su ADN con el de diferentes animales. Los patrocinadores de la corporación sospechan de sus investigaciones, pero no pueden interferir legalmente. Una noche, durante el transporte de los pollos, una misteriosa criatura salida de un huevo de pollo mata al conductor y se escapa en la noche.
Doc Smith (Raphael Sbarge) es un guardia alcohólico que protege una construcción de los defensores ambientales, a pesar de que se hace amigo de una de ellos, llamada Ann Thrush (Jennifer Runyon). Mientras tanto, la criatura, que resulta ser un Deinonychus joven, va en una matanza, matando a dos conductores de camiones y un grupo de adolescentes. Uno de los adolescentes muertos era la hija de Jesse Paloma (Frank Novak), un empleado de Tiptree. Temerosa de que se filtre la verdad sobre su investigación, Tiptree atrae a Paloma hacia una jaula láser en donde se encuentra a un Tyrannosaurus rex, el cual devora a Paloma.
Thrush y los otros activistas comienzan a protestar esposándose a sí mismos al equipo de excavación. Sin embargo, el Deinonychus, ya crecido, aparece y mata a los activistas, mientras Thrush observa todo con horror. Doc encuentra a Thrush en estado de shock y la lleva de nuevo a su remolque, donde es atacada por el Deinonychus pero Thrush logra sobrevivir. Doc localiza un camión perteneciente a la Corporación Eunice. Fingiendo ser el conductor muerto, él habla con Tiptree en la radio y la engaña para que diga lo que sabe. Mientras tanto, el Sheriff Fowler (Harrison Page) descubre un embrión de dinosaurio en un cartón de huevos y lo lleva a un laboratorio para estudiarlo.
Doc se mete en el laboratorio de Tiptree y la sostiene a punta de pistola, diciéndole que le muestre sus experimentos. Ella revela que los huevos de pollo infectados son responsables de la enfermedad misteriosa de la ciudad, ya que contienen un virus letal que mata a los hombres e impregna a las mujeres con embriones de dinosaurio, loc cuales matan al huésped cuando nacen. El objetivo de esto es para propagar el virus en todo el mundo, conducir eficazmente la raza humana hacia la extinción y dejando que los dinosaurios gobiernen la Tierra una vez más. Cuando la noticia de las muertes de la ciudad llega a los patrocinadores de Eunice, se dirigen a Tiptree. El gobierno se infiltra en la ciudad y tiene su puesto bajo cuarentena. Con el fin de "esterilizar" la situación, todos los civiles, infectados o no, son asesinados a tiros.
Fowler investiga una perturbación en una perrera donde un perro es atacado por el Deinonychus. Él logra herir fatalmente a la criatura, pero no antes de ser empalado por su garra de hoz y sucumbir a sus heridas. De vuelta en el laboratorio, Tiptree revela un suero que puede curar la enfermedad. Doc se la lleva y trata de escapar, pero accidentalmente terminan encontrándose con el Tyrannosaurus. Tiptree libera al dinosaurio de su jaula láser y persigue a Doc. Él se escapa y el Tyrannosaurus consigue salir de las instalaciones. Tiptree se infecta con el virus y muere cuando un bebé dinosaurio sale a través de su estómago.
Doc vuelve a donde Thrush, quien se ha enfermado con el virus. Antes de que tenga la oportunidad de inyectarle el suero, el Tyrannosaurus hace su camino al sitio de construcción. Doc pelea con la criatura con una pala mixta, pero está a punto de morir. Trash se une con otra pala mecánica y logra empalar al dinosaurio, tras lo cual Doc consigue matárlo. Trae a Thrush de nuevo en el remolque, ella sucumbe al virus y Doc es disparado y matado por los soldados del gobierno, que luego queman su cuerpo y también el de Thrush.